# موتور جلال وكيماس
موتور جلال وكيماس (بالإنجليزية: Mowtowr-e Jelal va Kimas)‏ هي منطقة سكنية تقع في سيستان وبلوتشستان في إيران. يقدر عدد سكانها بـ 109 نسمة .